# Line (песма групе Тријана Парк)
Line  песма је летонске групе Тријана Парк са којом ће представљати Летонију на Песми Евровизије 2017. у Кијеву. Песму је 10. јануара објавила издавачка кућа Krap Records.

## Песма Евровизије 2017.
Група је 2017. учествовала у националној селекцији Supernova за представника Летоније на Евровизији 2017, која се одржала 12. фебруара. 19. фебруара квалификовали су се у полуфинале, где су према гласовима публике стекли шансу за пласман у финале. 26. фебруара, у финалу су победили такође према гласовима публике. Тиме је одлучено да ће они представљати Летонију на Песми Евровизије у Кијеву, где ће наступити у првој полуфиналној вечери.

## Списак песама
| №  | Назив | Трајање |  |
| 1. |       | 3:06    |  |

## Историја објаве
| Регија      | Датум            | Формат               | Издавачка кућа |
| ----------- | ---------------- | -------------------- | -------------- |
| Широм света | 10. јануар 2017. | Дигитално преузимање |                |